# Interzato in sbarra
In araldica il termine interzato in sbarra indica lo scudo suddiviso in tre porzioni della stessa ampiezza da due linee diagonali orientate secondo il verso della sbarra, cioè dal cantone superiore sinistro verso quello inferiore destro.
Abitualmente le tre porzioni sono di smalto diverso, in quanto nell'araldica italiana l'interzato in sbarra di due soli smalti è blasonato più correttamente: di (primo smalto) alla sbarra del (secondo smalto).
Anche nell'interzato le linee di partizione possono essere alterate nelle varie forme presenti nell'araldica, e divenire quindi increspate, ondate, cuneate, etc.

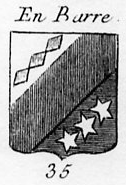
Interzato in sbarra: 1° d'argento, 2° di rosso, 3° d'azzurro
Interzato in sbarra: 1° d'azzurro, 2° di verde, 3° d'azzurro
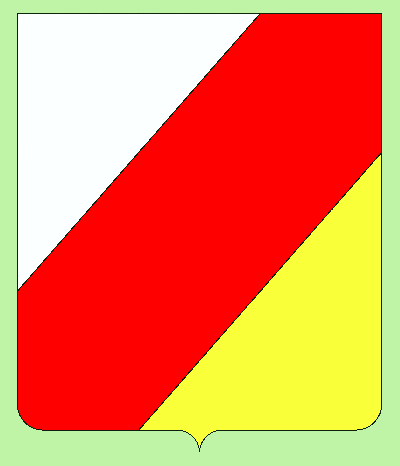
Interzato in sbarra d'argento, di rosso e d'oro
Interzato in sbarra d'argento, di verde e d'azzurro